# アース2
アース2 (Earth 2)はNBCで1994年11月から1995年6月 まで放映されたアメリカのSFドラマ。タイトルの「2」は第二の地球という意味で、続編を表すものではない。

## 概要
シンドロームと呼ばれる病気の治療法を探し求めて地球型惑星G899へとたどり着いた移民船の一団とG899の生命体との接触等を追った物語である。
放映は、1シーズン22話で打ち切りとなった。2005年に未放映分のエピソードを含めて完全版としてDVD4枚組みで発売された。
日本においては日本テレビで日本語吹き替え版として1996年5月31日から1996年11月8日までの金曜深夜3:10-4:15の枠で放映された。

## 登場人物
Devon Adair
デブラ・ファレンティノ
移民団を率いる実業家。息子がシンドロームにかかっている 。
Ulysses "Uly" Adair
ジョーイ・ジマーマン
デヴォンの息子。8歳。宇宙ステーションでは医療用スーツなしでは生きられなかったが、G899でTerriansから治療を受け健康体に。しかしTerriansとのつながりが強くなっていってしまい、デヴォンはそれを不安視している。
John Danziger
クランシー・ブラウン
True Danziger
J・マディソン・ライト
John Danzigerの娘。10歳。
Yale
サリヴァン・ウォーカー
サイボーグ。
Dr. Julia Heller
ジェシカ・スティーン
移民団の女医。後に重大な裏切りが発覚してしまい…。
Bess Martin
レベッカ・ゲイハート
Morgan Martinの妻。
Morgan Martin
ジョン・ジージェンヒューバー
エデン計画を指揮する政府の役人。
Alonzo Solace
アントニオ・サバト・Jr
コールドスリープで眠っていた男。ヘラーが恋した。

### G899の生命体たち
Grendlers
ずんぐりした体型の生物。ゴミ漁りを行い、物々交換にも応じることがあるためある程度の知性があると思われる。
Terrians
ヒューマノイド型の知的生物と思しき存在。ユリシーズを特別な存在と考えているらしく、病気の治癒を行い、さらには自らの武器まで与える。
ユリシーズいわく、自分は彼らの王のような扱いとのこと。
言葉があるのか不明だが、なんらかの鳴き声のようなものを発することがある（後にユリシーズも同じ鳴き声を発する）。
G899と深く結びついた存在らしく、地下で暮らしている。
ユリシーズを王として扱うことにはTerriansにとってなにか重要な意味があるようだが…。

## 用語
シンドローム
幼い子供がかかる病気。生命力が衰えてしまうようで、宇宙ステーション内では生命維持のため特別な医療用スーツを着用しなければ生きられない。
大地から離れたことが原因とデヴォンは推測しており、地上で生きるための第二の地球を探していた。

## スタッフ
- 製作： トニー・トー
- 製作総指揮： キャロル・フリント、マーク・レヴィン
- 音楽： デヴィッド・バーゴード

## サブタイトル
参照宇宙船YB 1997, p. 73
| 話数 | 日本放送日 | 邦題                         | 原題                                    |
| ---- | ---------- | ---------------------------- | --------------------------------------- |
| 1    | 5月31日    | 遙かなる飛翔                 | First Contact, Part 1                   |
| 2    | 6月7日     | 謎の地底人                   | First Contact, Part 2                   |
| 3    | 6月14日    | 宇宙に棄てられた男           | The Man Who Fell to Earth (Two)         |
| 4    | 6月21日    | 裏切りの惑星                 | Life Lessons                            |
| 5    | 6月28日    | 22光年彼方の償い             | Promises, Promises                      |
| 6    | 7月5日     | 時計じかけのウィルス         | A Memory Play                           |
| 7    | 7月12日    | 生命の水                     | Water                                   |
| 8    | 7月19日    | 進化する絆                   | The Church of Morgan                    |
| 9    | 7月26日    | 暴かれたDNA                  | The Enemy Within                        |
| 10   | 8月2日     | サイボーグスナイパー“ゼッド” | Redemption                              |
| 11   | 8月9日     | ムーン・クロスのよるに…      | Moon Cross                              |
| 12   | 8月23日    | 欲望の惑星（パートI）        | Better Living Through Morganite, Part 1 |
| 13   | 8月30日    | 欲望の惑星（パートII）       | Better Living Through Morganite, Part 2 |
| 14   | 9月6日     | 過去から来た女               | Grendlers in the Myst                   |
| 15   | 9月13日    | 遙かなる宇宙の呼び声         | The Greatest Love Story Never Told      |
| 16   | 9月27日    | 幻のニュー・パシフィカ       | Brave New Pacifica                      |
| 17   | 10月4日    | 未来を救った少年             | The Boy Who Would be Terrian King       |
| 18   | 10月11日   | 星をさまよう悪霊             | After the Thaw                          |
| 19   | 10月18日   | 生存のための涙               | Survival of the Fittest                 |
| 20   | 10月25日   | 甦る宇宙の花                 | Flower Child                            |
| 21   | 11月1日    | 終わりなき未来への旅         | All About Eve                           |
| 22   | 11月8日    | グレンドラーの宝物           | Natural Born Grendlers                  |